# 存命する高齢の元首・首脳経験者の一覧
この項目は存命する高齢の元首・首脳経験者の一覧（ぞんめいするこうれいのげんしゅ・しゅのうけいけんしゃいちらん）である。本リストには、確実な証拠を持つ高齢の元首・首脳を纏める。過去10年以内に生存していることが信頼できる情報源がない場合は高齢の元首・首脳であっても、この一覧に含まれない。世界最高齢の現役国家元首はポール・ビヤである。

## 存命中の最高齢経験者一覧

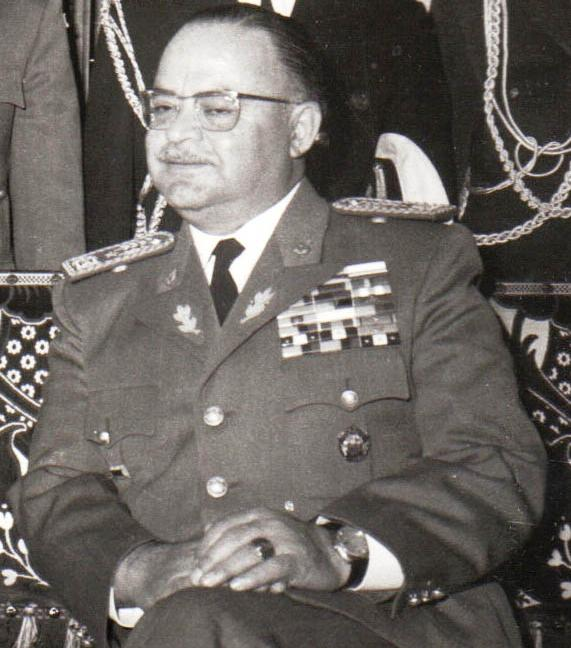
ギレルモ・ロドリゲスララ（英語版） 存命中の最高齢者 エクアドル大統領（1972-1976）
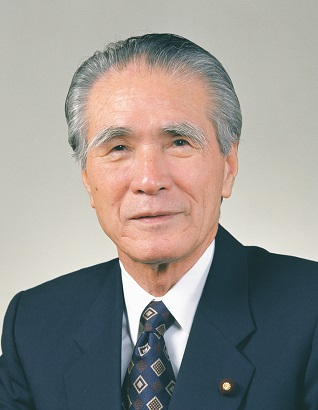
村山富市 最高齢の内閣総理大臣経験者 日本国内閣総理大臣（1994-1996）
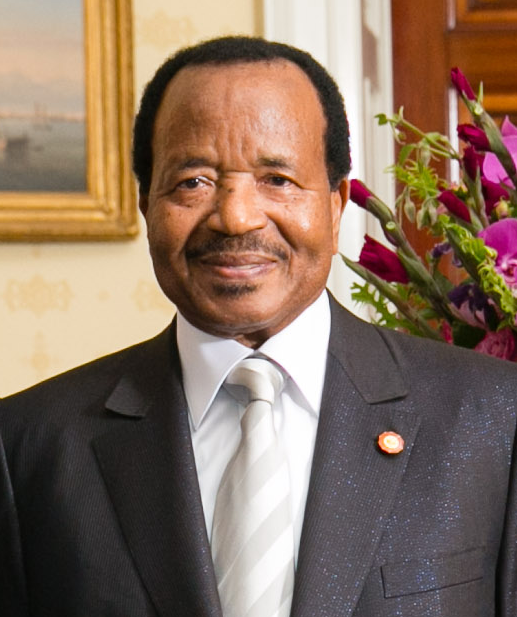
ポール・ビヤ 世界最高齢の現役国家元首 カメルーン大統領（1982-現在）

## 一覧
| 序列 | 画像 | 氏名                                   | 国                                         | 地位                                                                                          | 生年月日               | 近況           |
| ---- | ---- | -------------------------------------- | ------------------------------------------ | --------------------------------------------------------------------------------------------- | ---------------------- | -------------- |
| 1    |      | ギレルモ・ロドリゲスララ               | エクアドル                                 | 大統領代行（1972-1976）                                                                       | 1923年11月4日（101歳） | 2023年11月4日  |
| 2    |      | 村山富市                               | 日本                                       | 内閣総理大臣（1994-1996）                                                                     | 1924年3月3日（101歳）  | 2024年3月3日   |
| 3    |      | マハティール・ビン・モハマド           | マレーシア                                 | 首相（1981-2003、2018-2020）                                                                  | 1925年7月10日（100歳） | 2024年3月18日  |
| 4    |      | ムハンマド・ハサン・シャルク           | アフガニスタン                             | 首相（1988-1989）                                                                             | 1925年7月17日（100歳） | 2016年8月30日  |
| 5    |      | アブドゥライ・ワッド                   | セネガル                                   | 大統領（2000-2012）                                                                           | 1926年5月29日（99歳）  | 2023年7月5日   |
| 6    |      | ヴァルダス・アダムクス                 | リトアニア                                 | 大統領（2004-2009）                                                                           | 1926年11月3日（98歳）  | 2023年11月3日  |
| 7    |      | ライフ・ディズダレヴィッチ             | ユーゴスラビア社会主義連邦共和国           | ユーゴスラビア大統領評議会議長（1988-1989）                                                   | 1926年12月9日（98歳）  | 2023年11月24日 |
| 8    |      | 金永南                                 | 北朝鮮                                     | 最高人民会議常任委員長（1998-2019）                                                           | 1928年2月4日（97歳）   | 2021年1月11日  |
| 9    |      | アーサー・フォルケス                   | バハマ                                     | バハマ総督（2010-2014）                                                                       | 1928年5月11日（97歳）  | 2023年5月10日  |
| 10   |      | ボロッシュ・ペーテル                   | ハンガリー                                 | 首相（1993-1994）                                                                             | 1928年8月27日（96歳）  | 2023年8月27日  |
| 11   |      | 朱鎔基                                 | 中華人民共和国                             | 国務院総理（1998-2003）                                                                       | 1928年10月23日（96歳） | 2023年7月13日  |
| 12   |      | ローレンス・グレイク                   | クック諸島                                 | 国王名代代行（2000-2001）                                                                     | 1929年2月24日（96歳）  | 2024年7月10日  |
| 13   |      | エドゥアール・バラデュール             | フランス                                   | 首相（1993-1995）                                                                             | 1929年5月2日（96歳）   | 2023年7月2日   |
| 14   |      | オーヴィル・ターンクエスト             | バハマ                                     | バハマ総督（1995-2001）                                                                       | 1929年7月19日（96歳）  | 2023年2月20日  |
| 15   |      | マイケル・J・ウィリアムズ              | トリニダード・トバゴ                       | 大統領代行（1987）                                                                            | 1929年10月16日（95歳） | 2022年10月9日  |
| 16   |      | ゴンボジャヴィーン・オチルバト         | モンゴル人民共和国                         | モンゴル人民革命党書記長（1990）                                                              | 1929年11月15日（95歳） | 2021年12月6日  |
| 17   |      | 崔永林                                 | 北朝鮮                                     | 内閣総理（2010-2013）                                                                         | 1929年11月20日（95歳） | 2023年7月27日  |
| 18   |      | アルフレッド・モイシウ                 | アルバニア                                 | 大統領（2002-2007）                                                                           | 1929年12月1日（95歳）  | 2023年12月1日  |
| 19   |      | 李賢宰                                 | 韓国                                       | 国務総理（1988）                                                                              | 1929年12月20日（95歳） | 2024年4月27日  |
| 19   |      | ミラン・パニッチ                       | ユーゴスラビア連邦共和国                   | 首相（1992-1993）                                                                             | 1929年12月20日（95歳） | 2023年5月30日  |
| 20   |      | エフライン・ゴールデンバーグ           | ペルー                                     | 首相（1994-1995）                                                                             | 1929年12月28日（95歳） | 2024年7月1日   |
| 21   |      | アフマド・オスマン                     | モロッコ                                   | 首相（1972-1979）                                                                             | 1930年1月3日（95歳）   | 2020年6月2日   |
| 22   |      | イオン・イリエスク                     | ルーマニア                                 | 救国戦線評議会議長（1989-1990） 暫定国家統一評議会議長（1990） 大統領（1990-1996、2000-2004） | 1930年3月3日（95歳）   | 2024年3月3日   |
| 23   |      | ヴィグディス・フィンボガドゥティル     | アイスランド                               | 大統領（1980-1996）                                                                           | 1930年4月15日（95歳）  | 2024年6月24日  |
| 24   |      | ジョゼ・サルネイ                       | ブラジル                                   | 大統領（1985-1990）                                                                           | 1930年4月24日（95歳）  | 2024年4月24日  |
| 25   |      | ケサン・チョデン                       | ブータン                                   | 摂政（1972）                                                                                  | 1930年5月21日（95歳）  | 2023年10月9日  |
| 26   |      | ゴンサロ・サンチェス・デ・ロサダ       | ボリビア                                   | 大統領（1993-1997、2002-2003）                                                                | 1930年7月1日（95歳）   | 2024年12月3日  |
| 27   |      | アイビー・ダモント                     | バハマ                                     | バハマ総督代行（2001-2002） バハマ総督（2002-2005）                                           | 1930年10月2日（94歳）  | 2024年8月8日   |
| 28   |      | マバンドラ・ドラミニ                   | エスワティニ（旧スワジランド）             | 首相（1979-1983）                                                                             | 1930年11月11日（94歳） | 2024年1月14日  |
| 29   |      | クリスティアン・シュヴァルツ・シリング | ボスニア・ヘルツェゴビナ（出身国: ドイツ） | 上級代表（2006-2007）                                                                         | 1930年11月19日（94歳） | 2024年4月23日  |
| 30   |      | セサール・ヴィラタ                     | フィリピン                                 | 首相（1981-1986）                                                                             | 1930年12月12日（94歳） | 2024年1月24日  |
| 31   |      | ウィリアム・ディーン                   | オーストラリア                             | 総督（1996-2001）                                                                             | 1931年1月4日（94歳）   | 2024年7月1日   |
| 32   |      | フィリップ・グリーブス                 | バルバドス                                 | 総督代行（2017-2018）                                                                         | 1931年1月19日（94歳）  | 2022年1月3日   |
| 33   |      | イサベル・ペロン                       | アルゼンチン                               | 大統領（1974-1976）                                                                           | 1931年2月4日（94歳）   | 2024年10月18日 |
| 34   |      | ランベルト・ディーニ                   | イタリア                                   | 閣僚評議会議長（1995-1996）                                                                   | 1931年3月1日（94歳）   | 2024年5月10日  |
| 35   |      | エリオット・ベルグレイヴ               | バルバドス                                 | 総督代行（2011-2012） 総督（2012-2017）                                                       | 1931年3月16日（94歳）  | 2018年3月16日  |
| 36   |      | カラン・シング                         | インド                                     | ジャンムー・カシュミール藩王国元首（1952-1965）                                               | 1931年3月9日（94歳）   | 2024年3月4日   |
| 37   |      | ゲオルギオス・バシリウ                 | キプロス                                   | 大統領（1988-1993）                                                                           | 1931年5月20日（94歳）  | 2024年3月15日  |
| 38   |      | ラウル・カストロ                       | キューバ                                   | 国家評議会議長・閣僚評議会議長（2008-2018） キューバ共産党中央委員会第一書記（2011-2021）     | 1931年6月3日（94歳）   | 2024年11月17日 |
| 39   |      | フェルナンド・エンリケ・カルドーゾ     | ブラジル                                   | 大統領（1995-2003）                                                                           | 1931年6月18日（94歳）  | 2024年6月19日  |
| 40   |      | キュー・サムファン                     | 民主カンプチア                             | 首相代行（1976） 国家幹部会議長（1976-1979）                                                  | 1931年7月28日（94歳）  | 2024年1月10日  |
| 41   |      | ピエ・マスブコ                         | ブルンジ王国                               | 首相代行（1965）                                                                              | 1931年9月29日（93歳）  | 2023年4月10日  |
| 42   |      | ムハマド・ジャミルディン・シルカル     | バングラデシュ                             | 大統領代行（2002）                                                                            | 1931年12月1日（93歳）  | 2024年5月10日  |
| 43   |      | エドマンド・ローレンス                 | セントクリストファー・ネイビス             | 総督（2013-2015）                                                                             | 1932年2月14日（93歳）  | 2022年11月4日  |
| 44   |      | 唐飛                                   | 中華民国                                   | 行政院長（2000）                                                                              | 1932年3月15日（93歳）  | 2021年2月18日  |
| 45   |      | チャワリット・ヨンチャイユット         | タイ                                       | 首相（1996-1997）                                                                             | 1932年5月15日（93歳）  | 2024年12月12日 |
| 46   |      | マルグリット・ピンドリング             | バハマ                                     | バハマ総督（2014-2019）                                                                       | 1932年6月26日（93歳）  | 2024年2月14日  |
| 47   |      | アナン・パンヤーラチュン               | タイ                                       | 首相（1991-1992、1992）                                                                       | 1932年8月9日（92歳）   | 2024年8月5日   |
| 48   |      | シリキット                             | タイ                                       | 摂政（1956）                                                                                  | 1932年8月12日（92歳）  | 2024年8月12日  |
| 49   |      | ガブリル・デジュ                       | ルーマニア                                 | 首相代行（1998）                                                                              | 1932年9月11日（92歳）  | 2024年9月27日  |
| 50   |      | ヴィータウタス・ランズベルギス         | リトアニア                                 | 最高会議議長（1990-1992）                                                                     | 1932年10月18日（92歳） | 2024年12月6日  |
| 51   |      | ニコラ・マンチーノ                     | イタリア                                   | 大統領代行（1999）                                                                            | 1931年10月15日（93歳） | 2023年7月7日   |
| 52   |      | ウーゴ・ミフスード・ボンニーチ         | マルタ                                     | 大統領（1994-1999）                                                                           | 1932年11月8日（92歳）  | 2024年11月8日  |
| 53   |      | 金碩洙                                 | 韓国                                       | 国務総理（2002-2003）                                                                         | 1932年11月20日（92歳） | 2024年1月27日  |
| 53   |      | コルヴィル・ヤング                     | ベリーズ                                   | 総督（1993-2021）                                                                             | 1932年11月20日（92歳） | 2024年9月13日  |
| 54   |      | タン・シュエ                           | ミャンマー                                 | 国家法秩序回復評議会議長・国家平和発展評議会議長（1992-2011） 首相（1992-2003）               | 1933年2月2日（92歳）   | 2024年8月15日  |
| 55   |      | ポール・ビヤ                           | カメルーン                                 | 首相（1975-1982） 大統領（1982-現職）                                                         | 1933年2月13日（92歳）  | 2024年10月8日  |
| 56   |      | マルク・エイスケンス                   | ベルギー                                   | 首相（1981）                                                                                  | 1933年4月29日（92歳）  | 2024年5月1日   |
| 57   |      | デーヴェー・ガウダ                     | インド                                     | 首相（1996-1997）                                                                             | 1933年5月18日（92歳）  | 2024年7月26日  |
| 58   |      | ヒュサメッティン・ジンドルク           | トルコ                                     | 大統領代行（1993）                                                                            | 1933年6月8日（92歳）   | 2024年9月13日  |
| 59   |      | ドゥマーギーン・ソドノム               | モンゴル人民共和国                         | 閣僚会議議長（1984-1990）                                                                     | 1933年7月14日（92歳）  | 2024年5月9日   |
| 60   |      | ルベン・ダリオ・パレデス               | パナマ                                     | 最高司令官（1982-1983）                                                                       | 1933年8月11日（91歳）  | 2024年9月5日   |
| 61   |      | アーノルド・コラー                     | スイス連邦                                 | 連邦参事会参事（1986-1999） 連邦大統領（1990、1997）                                          | 1933年8月29日（91歳）  | 2023年8月29日  |
| 62   |      | スューレシュ・マーチャーシュ           | ハンガリー                                 | 大統領代行（1989-1990）                                                                       | 1933年9月11日（91歳）  | 2024年5月13日  |
| 63   |      | ミシェル・アウン                       | レバノン                                   | 大統領（2016-2022）                                                                           | 1933年9月30日（91歳）  | 2024年2月19日  |
| 64   |      | アベル・パチェコ                       | コスタリカ                                 | 大統領（2002-2006）                                                                           | 1933年12月22日（91歳） | 2024年6月21日  |
| 65   |      | 上皇明仁                               | 日本                                       | 天皇（1989-2019）                                                                             | 1933年12月23日（91歳） | 2024年12月23日 |
| 66   |      | ルドルフ・シュステル                   | スロバキア                                 | 大統領（1999-2004）                                                                           | 1934年1月4日（91歳）   | 2024年1月4日   |
| 67   |      | ジャン・クレティエン                   | カナダ                                     | 首相（1993-2003）                                                                             | 1934年1月11日（91歳）  | 2024年3月23日  |
| 68   |      | エディット・クレッソン                 | フランス                                   | 首相（1991-1992）                                                                             | 1934年1月27日（91歳）  | 2024年1月27日  |
| 69   |      | エドワルド・フェネク・アダミ           | マルタ                                     | 首相（1987-1996、1998-2004） 大統領（2004-2009）                                              | 1934年2月7日（91歳）   | 2024年2月7日   |
| 70   |      | モハメド・エンナセル                   | チュニジア                                 | 大統領代行（2019）                                                                            | 1934年3月21日（91歳）  | 2024年3月31日  |
| 71   |      | J・Y・ピレー                           | シンガポール                               | 大統領代行（2017）                                                                            | 1934年3月30日（91歳）  | 2024年4月29日  |
| 72   |      | ジョン・マレセラ                       | タンザニア                                 | 首相（1990-1994）                                                                             | 1934年4月19日（91歳）  | 2024年12月5日  |
| 73   |      | ペドロ・ピレス                         | カーボベルデ                               | 首相（1975-1991） 大統領（2001-2011）                                                         | 1934年4月29日（91歳）  | 2024年4月29日  |
| 74   |      | 李洪九                                 | 韓国                                       | 国務総理（1994-1995）                                                                         | 1934年5月9日（91歳）   | 2024年1月8日   |
| 75   |      | ヘン・サムリン                         | カンプチア人民共和国 カンボジア国          | 国家評議会議長（1981-1992）                                                                   | 1934年5月25日（91歳）  | 2024年5月30日  |
| 76   |      | モニカ・デーコン                       | セントビンセント・グレナディーン           | 総督代行（2002）                                                                              | 1934年6月4日（91歳）   | 2019年2月26日  |
| 77   |      | アルベール2世                          | ベルギー                                   | 国王（1993-2013）                                                                             | 1934年6月6日（91歳）   | 2024年6月6日   |
| 78   |      | デジレ・ラコトアリジャオナ             | マダガスカル                               | 首相（1977-1988）                                                                             | 1934年6月19日（91歳）  | 2015年8月8日   |
| 79   |      | リカルド・デ・ラ・エスプリエラ         | パナマ                                     | 大統領（1982-1984）                                                                           | 1934年9月5日（90歳）   | 2017年9月7日   |
| 80   |      | アパス・ジュマグロフ                   | キルギス                                   | 閣僚会議議長（1986-1991）、首相（1991）                                                       | 1934年9月19日（90歳）  | 2024年9月19日  |
| 81   |      | ヤクブ・ゴウォン                       | ナイジェリア                               | 最高軍事評議会議長（1966-1975）                                                               | 1934年10月19日（90歳） | 2024年10月19日 |
| 82   |      | イングヴァール・カールソン             | スウェーデン                               | 首相（1986-1991）                                                                             | 1934年11月9日（90歳）  | 2024年11月9日  |
| 82   |      | ハミルトン・グリーン                   | ガイアナ                                   | 首相・第一副大統領（1985-1992）                                                               | 1934年11月9日（90歳）  | 2024年2月9日   |
| 83   |      | ニセフォール・ソグロ                   | ベナン                                     | 大統領（1991-1996）                                                                           | 1934年11月29日（90歳） | 2024年2月6日   |
| 84   |      | タルチジオ・ベルトーネ                 | バチカン                                   | 国務省長官（国務長官）（2006-2013）                                                           | 1934年12月2日（90歳）  | 2024年12月2日  |
| 85   |      | プラティバ・パティル                   | インド                                     | 大統領（2007-2012）                                                                           | 1934年12月19日（90歳） | 2024年3月14日  |
| 86   |      | スティエパン・メシッチ                 | ユーゴスラビア クロアチア                  | 大統領評議会議長（1991） 大統領（2005-2010）                                                  | 1934年12月24日（90歳） | 2024年12月24日 |
| 87   |      | アントニオ・エアネス                   | ポルトガル                                 | 大統領（1976-1986）                                                                           | 1935年1月25日（90歳）  | 2024年4月26日  |
| 88   |      | アルトゥール・ラシザデ                 | アゼルバイジャン                           | 首相（1996-2003、2003-2018）                                                                  | 1935年2月26日（90歳）  | 2024年6月22日  |
| 89   |      | ムハンマド・サーレム・バーシンドワ     | イエメン                                   | 首相（2011-2014）                                                                             | 1935年4月4日（90歳）   | 2024年5月22日  |
| 90   |      | ピーター・ホリングワース               | オーストラリア                             | 総督（2001-2003）                                                                             | 1935年4月10日（90歳）  | 2024年8月1日   |
| 90   |      | P・J・パターソン                       | ジャマイカ                                 | 首相（1992-2006）                                                                             | 1935年4月10日（90歳）  | 2024年4月10日  |
| 91   |      | シャラヴィン・ゴンガードルジ           | モンゴル人民共和国                         | 首相（1990）                                                                                  | 1935年5月2日（90歳）   | 2021年12月27日 |
| 92   |      | ネメシ・マルケス・イ・オステ           | アンドラ                                   | 駐在代理官（1993-2012）                                                                       | 1935年5月17日（90歳）  | 2021年11月2日  |
| 93   |      | レオン・ケンゴ                         | ザイール（現・ コンゴ民主共和国）          | 国家第一委員（1982-1986、1988-1990） 首相（1994-1997）                                        | 1935年5月22日（90歳）  | 2024年9月14日  |
| 93   |      | スルタン・アリー・ケシュトマンド       | アフガニスタン                             | 首相（1981–1988、1989–1990）                                                                  | 1935年5月22日（90歳）  | 2023年11月7日  |
| 94   |      | ジム・ボルジャー                       | ニュージーランド                           | 首相（1990-1997）                                                                             | 1935年5月31日（90歳）  | 2023年11月7日  |
| 95   |      | 李会昌                                 | 韓国                                       | 国務総理（1993-1994）                                                                         | 1935年6月2日（90歳）   | 2024年6月6日   |
| 96   |      | ロドリゴ・ボルハ・セヴァロス           | エクアドル                                 | 大統領（1988-1992）                                                                           | 1935年6月19日（90歳）  | 2022年12月6日  |
| 97   |      | レオネル・マリオ・ダルヴァ             | サントメ・プリンシペ                       | 大統領代行（1991）                                                                            | 1935年7月22日（90歳）  | 2024年12月9日  |
| 98   |      | ヒフィケプニェ・ポハンバ               | ナミビア                                   | 大統領代行（2005-2015）                                                                       | 1935年8月18日（89歳）  | 2024年8月18日  |
| 99   |      | アブドゥ・ディウフ                     | セネガル                                   | 大統領（1981-2000） 首相（1970-1980）                                                         | 1935年9月7日（89歳）   | 2024年2月15日  |
| 100  |      | アンリ・ド・コニャック                 | アンドラ                                   | 駐在代理官（1982-1984）                                                                       | 1935年10月3日（89歳）  | 2023年2月5日   |
| 101  |      | マフムード・アッバース                 | パレスチナ                                 | 大統領（2005-現職）                                                                           | 1935年11月15日（89歳） | 2025年7月14日  |
| 102  |      | アドナーン・バドラーン                 | ヨルダン                                   | 首相（2005）                                                                                  | 1935年12月15日（89歳） | 2024年7月24日  |

## 現役元首・首脳一覧
現在も在職中の元首・首脳10人を纏める。
| 序列 | 画像 | 氏名                                                         | 国             | 地位             | 生年月日               | 就任日         |
| ---- | ---- | ------------------------------------------------------------ | -------------- | ---------------- | ---------------------- | -------------- |
| 1    |      | ポール・ビヤ                                                 | カメルーン     | 大統領           | 1933年2月13日（92歳）  | 1982年11月6日  |
| 2    |      | マフムード・アッバース                                       | パレスチナ     | 大統領           | 1935年11月15日（89歳） | 2005年1月15日  |
| 3    |      | サルマーン・ビン・アブドゥルアズィーズ                       | サウジアラビア | 国王             | 1935年12月31日（89歳） | 2015年1月23日  |
| 4    |      | ハーラル5世                                                  | ノルウェー     | 国王             | 1937年2月21日（88歳）  | 1991年1月17日  |
| 5    |      | アリー・ハーメネイー                                         | イラン         | 最高指導者       | 1939年4月19日（86歳）  | 1989年6月4日   |
| 6    |      | ジャン＝リュシアン・サヴィ・デ・トーヴ                       | トーゴ         | 大統領           | 1939年5月7日（86歳）   | 2025年5月3日   |
| 7    |      | ムハマド・ユヌス                                             | バングラデシュ | 暫定政府首席顧問 | 1940年6月28日（85歳）  | 2024年8月8日   |
| 8    |      | ミシュアル・アル＝アフマド・アル＝ジャービル・アッ＝サバーハ | クウェート     | 首長             | 1940年9月27日（84歳）  | 2023年12月16日 |
| 9    |      | マイケル・D・ヒギンズ                                        | アイルランド   | 大統領           | 1941年4月18日（84歳）  | 2011年11月11日 |
| 10   |      | セルジョ・マッタレッラ                                       | イタリア       | 大統領           | 1941年7月23日（84歳）  | 2015年2月3日   |